# Medley (tecknad serie)
Medley, eller Medley GOLD, är en science fiction-serie av Lisa Medin, publicerad som seriefanzin och en bok. Det kommer nya nummer sporadiskt och är i grunden en shonenmangaparodi som använder kriget mellan musikstilar som plattform. Huvudpersonen, Axel, är avlad av en synthare och en poppare, och på grund av detta kallar han sig synthpoppare; den kvinnliga protagonisten, Catherine Hayes (tillika potentiellt kärleksintresse) är däremot renblodig symfoniker och härstammar från den fascistiska erövrarnationen Symphonien, vilket leder till en hel del kulturkrockar och hätska debatter.
I världen där Medley utspelar sig är musik en ren energi som korrumperats av människorna, och som nu huvudsakligen används för att föra krig genom att manipulera ljudvågorna. Musikgenrerna har som en följd av detta delat upp sig ytterligare, och stilar som rock, pop, folkmusik, klassisk musik och synth har mer eller mindre blivit egna folkslag. Dock anses synth vanligtvis vara en väldigt själlös musikart.
Seriens grundkoncept när den lanserades 2005 var (och är, till stor del, fortfarande) "Med en skitstor synth kan man slå världen med häpnad" - detta enkla anslag (en tydlig flört med Joakim Pirinens Socker-Conny) kan tyckas banalt, men rymmer mer än man kan tro vid första anblicken.
Serien refererar flitigt till förekomster inom musikvärlden (framför allt det svenska musikklimatet), och både Kraftwerk, Broder Daniel, m.fl. nämns i förbifarten. Dock skall tilläggas att serien inte kan räknas som en regelrätt musikserie för insatta, utan hellre anspelar på de vedertagna fördomarna kring de olika musikstilarna.

## Utkomna delar
- 2005 – Medley, Bok I – Syntharen från Öst
- 2006 – Medley, Bok II – Stolthet och Fördom
- 2006 – Medley GOLD 1 & 2. ISBN 91-976362-0-7
- 2008 –  Medley 3 & 4 Retroaktivität. ISBN 97-891976362-1-6
- 2009 –  Medley 5 Ackord!. ISBN 97-891976362-2-3
- 2011-2014 – 11 nummer i Utopi[1]
- 2013 –  Medley, vol. 1 – En ny våg. ISBN 97-891865092-5-5 – Samlade och omarbetade tidigare utgivna Medley-serier
- 2014 – Människomaskinen – Ett Medley-sidospår
- 2019 – Medley: Mixtape – ”Allt väl, fru kommissionär?”
- 2023 –  <<Rewind – Medley-sidospåren. ISBN 978-91-527-6519-7